# Convención Nacional del Pueblo
La Convención Nacional del Pueblo (en inglés: People's National Convention) es un partido político ghanés de ideología nkrumahista fundado por el expresidente Hilla Limann para respaldar su candidatura en las primeras elecciones libres tras la última dictadura militar. Desde entonces, se mantiene como una de las fuerzas alternativas al gobierno del Congreso Nacional Democrático y el Nuevo Partido Patriótico. Presentó la candidatura de Edward Mahama en cuatro ocasiones: en 1996, 2000, 2004, y 2008, en todas recibiendo un porcentaje muy bajo de votos. En 2012 presentó a Hassan Ayariga, que obtuvo el 0.22% de los votos.